# Uwe Krupp
Uwe Gerd Krupp (Colonia, 24 giugno 1965) è un allenatore di hockey su ghiaccio ed ex hockeista su ghiaccio tedesco, noto per aver giocato per i Kölner Haie e i Buffalo Sabres. È considerato tra i più grandi hockeisti tedeschi di tutti i tempi.